# Can Figueres (Vilablareix)
Can Figueres és una masia de Vilablareix (Gironès) inclosa a l'Inventari del Patrimoni Arquitectònic de Catalunya.

## Descripció
És una masia catalana situada prop del bosc. Al llarg del temps ha sofert contínues reformes i ampliacions que han desfigurat la distribució i composició originària. Els elements més destacables són: la porta amb llinda de tipus medieval, les finestres, simples i amb decoració gòtica i l'arc de rajols situat a la façana lateral. Realitzat amb murs de pedra amb carreus a les cantonades. La coberta, a dues aigües, té el carener paral·lel a la façana principal.
Hi ha dades del 1769, però les successives modificacions impedeixen datar-la amb seguretat.